# Joachim Sotta
Joachim Sotta (en italien Gioacchino Luigi Sotta) est un peintre italien (1810–1877) qui a passé la majeure partie de sa vie en France dans la région nantaise.

## Biographie
Joachim Sotta est né à Mélesco (Piémont, Italie) en août 1810 et décédé le 22 août 1877 à Treillières (Loire-Inférieure). 
Il fut élève de Jacques Louis David, fréquenta l'atelier de Louis Hersent à Paris, et reçut la Médaille d'argent de l'Académie des beaux-arts de Paris en 1833. Il résida à Nantes et dans sa région à partir de 1825 environ (il est professeur à l'école de dessin de Nantes), y peignant notamment de nombreux portraits de notables et de leur famille de cette région.

## Œuvres de Joachim Sotta

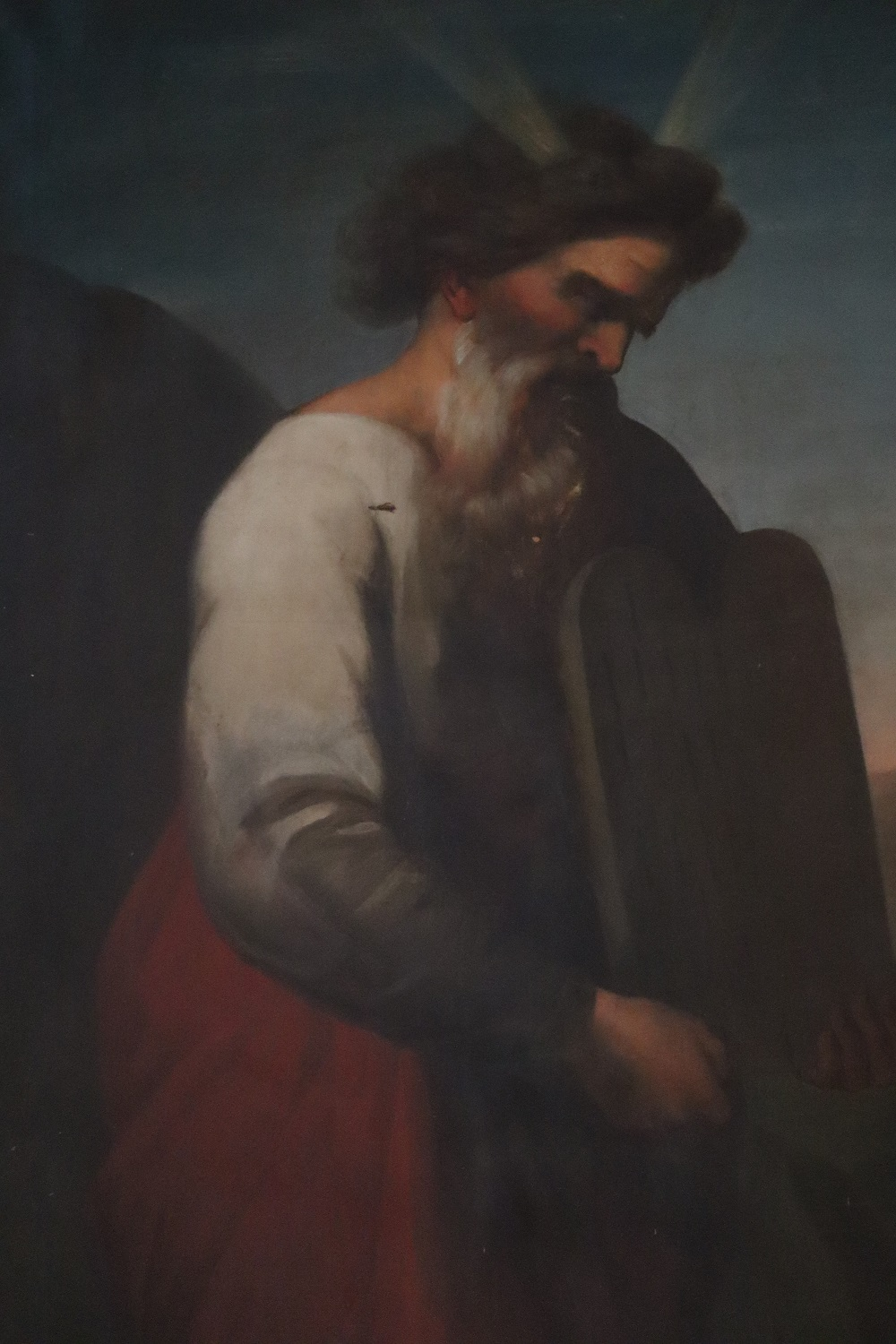
Joachim Sotta : Moïse (chapelle Saint-Louis de la cathédrale Saint-Pierre et Saint-Paul de Nantes (1834).
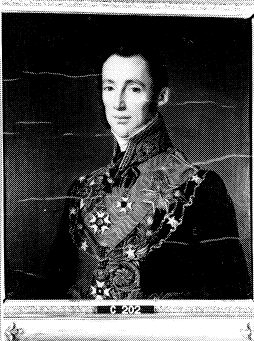
Joachim Sotta : Portrait of Jacob Derk Borchard Anne van Heeckeren (1792-1884) (1834, Instituut Collectie Nederland).
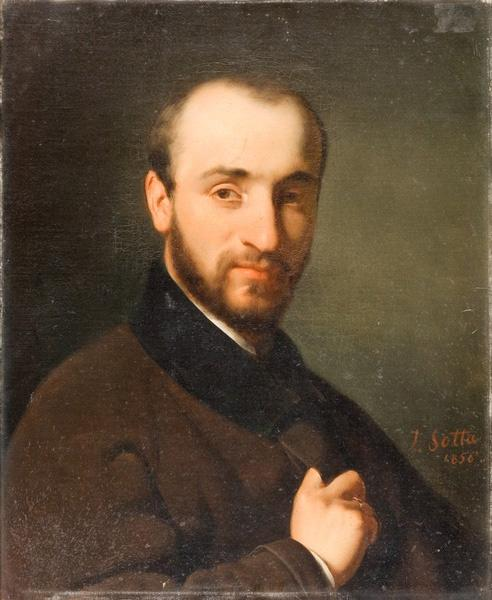
Joachim Sotta : Portrait d'Élie Delaunay jeune (1838, Musée d'Arts de Nantes).
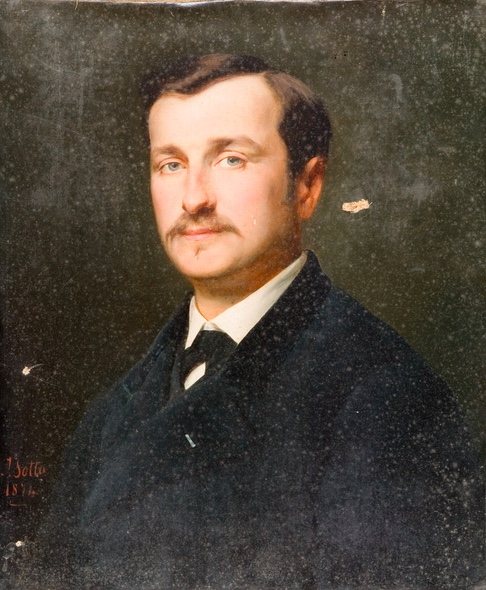
Joachim Sotta : Portrait du sculpteur Sébastien Goguet de Boishéraud (sans date, Musée d'Arts de Nantes).
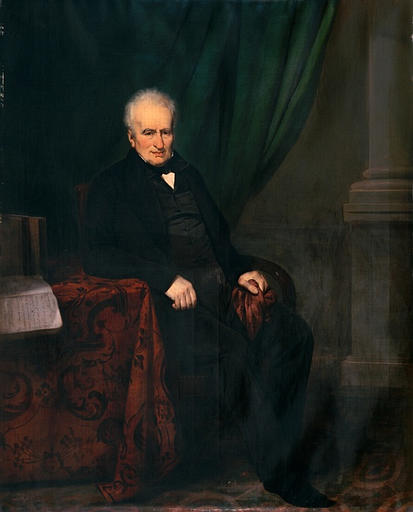
Joachim Sotta : Portrait de Pierre Haudaudine (sans date, huile sur toile, Musée d'Arts de Nantes).

## Œuvres de C. G. Sotta
C. G. (ou C. J.) Sotta, père de Joachim Sotta, fut également peintre, résidant notamment à Saintes où il peignit entre autres le Portrait de Mgr Sohier, évêque de Luçon.

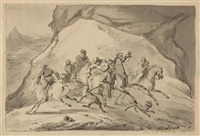
C. G. Sotta : Wölfe überfallen eine Reitergruppe (Des loups attaquent un groupe de cavaliers) (avant 1878).
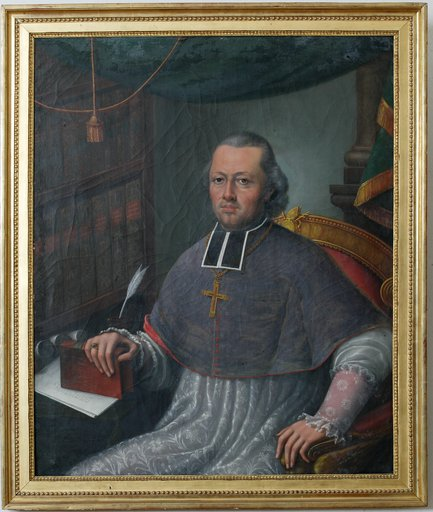
C. G. Sotta : Portrait de Mgr Soyer, évêque de Luçon (1817-1845).